# Avatanak
Avatanak (in lingua aleutina Agutanax̂) è la seconda più grande isola delle Krenitzin, un sottogruppo delle isole Fox nell'arcipelago delle Aleutine e appartiene all'Alaska (USA). L'isola è lunga 16 km e il suo punto più alto è 147 m. Si trova pochi chilometri a sud-est di Akun, tra le isole Rootok, ad ovest, e Tigalda, a est.

## Fauna
Anche ad Avatanak, come ad Anangula e Semisopochnoi, è stata fatta un'operazione di rimozione della volpe artica, introdotta agli inizi del XX secolo per il commercio delle pellicce, e che aveva del tutto compromesso l'habitat degli uccelli marini. I ricercatori stanno ancora verificando se l'eradicazione della volpe sta avendo gli effetti voluti.